# Friedrich Lange

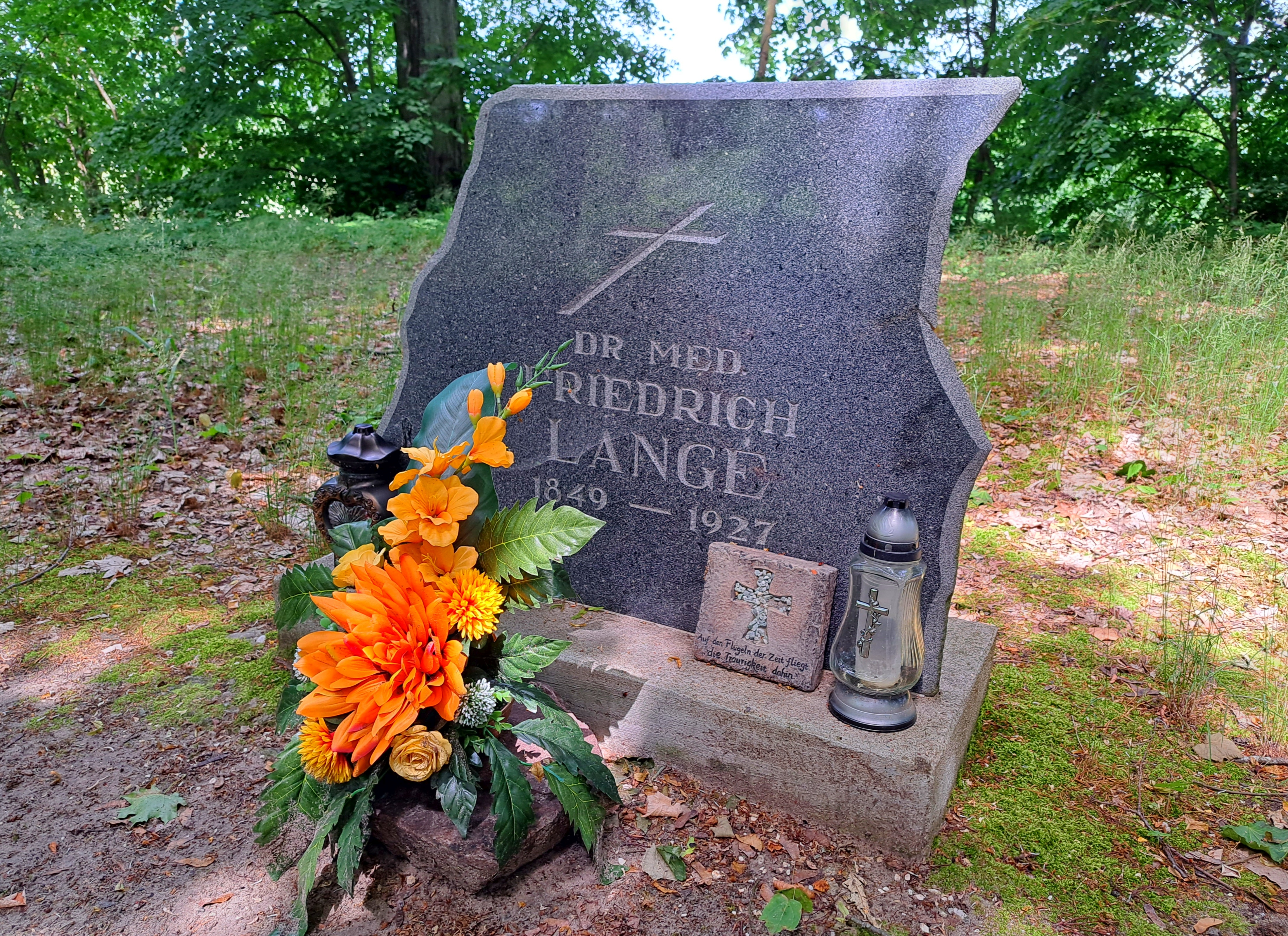
Grób Friedricha Lange i jego żony Adele na cmentarzu ewangelickim w Łąkorku

Friedrich Lange (ur. 20 marca 1849 w Łąkorku, zm. 14 maja 1927 w Babelsbergu k. Berlina) – niemiecki chirurg, sponsor instytucji charytatywnych.
Friedrich Lange urodził się jako syn Edwarda Lange, administratora domeny rządowej w Łąkorku k. Nowego Miasta Lubawskiego (powiat nowomiejski). Studiował medycynę w Królewcu. Uczestniczył w wojnie 1870–1871 roku. Następnie pracował jako chirurg w Królewcu oraz Kilonii. W 1891 roku po ślubie z Adele Thiel przeniósł się do Nowego Jorku. Najpierw pracował jako starszy lekarz na oddziale chirurgicznym, następnie w Bellevue Hospital, i wreszcie jako chirurg konsultant w Presbyterian Hospital. Założył własną klinikę. Zwany był „pionierem niemieckiej chirurgii w Ameryce”. Dzięki Friedrichowi Lange sprawność w dłoni odzyskał Ignacy Jan Paderewski, który po odniesionej kontuzji myślał o zakończeniu kariery. Po zakończeniu praktyki w USA powrócił do rodzinnego Łąkorka. Z własnych funduszy ufundował kompleks sportowy Palästra Albertina w Królewcu, szpital w Nowym Mieście Lubawskim, dom dla osób niepełnosprawnych w Biskupcu, w rodzinnym Łąkorzu założył bibliotekę. Otoczył opieką miejscowy kościół protestancki. Kilkadziesiąt razy podróżował do Ameryki oraz po Europie, gdzie uczestniczył w międzynarodowych sympozjach lekarskich. Zmarł w sanatorium w Babelsbergu w wyniku udaru mózgu. Jego grób znajduje się w rodzinnym Łąkorku, gdzie spoczywa obok żony. Zmarł bezpotomnie. Swój majątek zapisał na rzecz szpitala w Nowym Mieście Lubawskim, który od 10 czerwca 2008 roku nosi imię swego fundatora.